# 熊川駅
熊川駅（くまがわえき）は、東京都福生市大字熊川にある、東日本旅客鉄道（JR東日本）五日市線の駅である。駅番号はJC 81。八王子支社管轄の駅。

## 歴史
1925年（大正14年）4月、五日市鉄道の路線が熊川村を通過するに当たり、同社は福生村熊川村組合に対し、
- 1926年4月までに、多摩川橋梁に通じる築堤部分に人が通行できるトンネルを建造する。
- 開業後3年以内に、停車場を村内に設置する。

との承諾書を提出した。
同月、拝島仮停車場 - 五日市駅間が開通したが、承諾書の2項目は約束通りには進まず、
- トンネルは資金難のため建造が危うくなり、建造工事に伴う営業停止の補償料という名目で福生村熊川村組合が2500円を支出した。
- 停車場は1931年（昭和6年）になって設置場所を決定し、土地買収並びに建物に掛かる経費500円は多摩製糸株式会社が200円、熊川製糸所が50円残りは停車場周辺の小売商人及び料理飲食店が寄付した。

また、多摩製糸は同停車場から同社石炭置場まで石炭運搬のための軽便鉄道を所有し、1936年（昭和11年）頃まで使用していた。

### 年表
- 1931年（昭和6年）
  - 5月28日：五日市鉄道の停留場として既設路線上に開業[2][4]。旅客営業のみ[4]。
  - 10月30日：停車場（駅）に昇格[4]。
- 1940年（昭和15年）10月3日：五日市鉄道の南武鉄道への合併により、同社の駅となる[2]。
- 1944年（昭和19年）4月1日：南武鉄道の戦時買収私鉄指定による国有化により、運輸通信省五日市線の駅となる[2][4]。
- 1962年（昭和37年）11月19日：車両増結により奥多摩街道の踏切にかかるため、拝島駅側に0.2km移転[4][5]。
- 1987年（昭和62年）4月1日：国鉄分割民営化に伴い、東日本旅客鉄道（JR東日本）の駅となる[2][4]。
- 2001年（平成13年）11月18日：ICカード「Suica」の利用が可能となる[広報 1]。
- 2015年（平成27年）4月1日：終日無人化。

## 駅構造
単式ホーム1面1線を有する地上駅である。拝島駅が管理する無人駅。自動改札機はなく、簡易Suica改札機、乗車駅証明書発行機が設置されている。トイレも構内にはないが、駅入口横に福生市管理の公衆便所が設置されている。
2015年に無人駅に戻った。有人駅の時はJR東日本ステーションサービスが業務を受託する業務委託駅で、原則7:35から15:55まで駅員が配置され集札業務のみを行っていた。

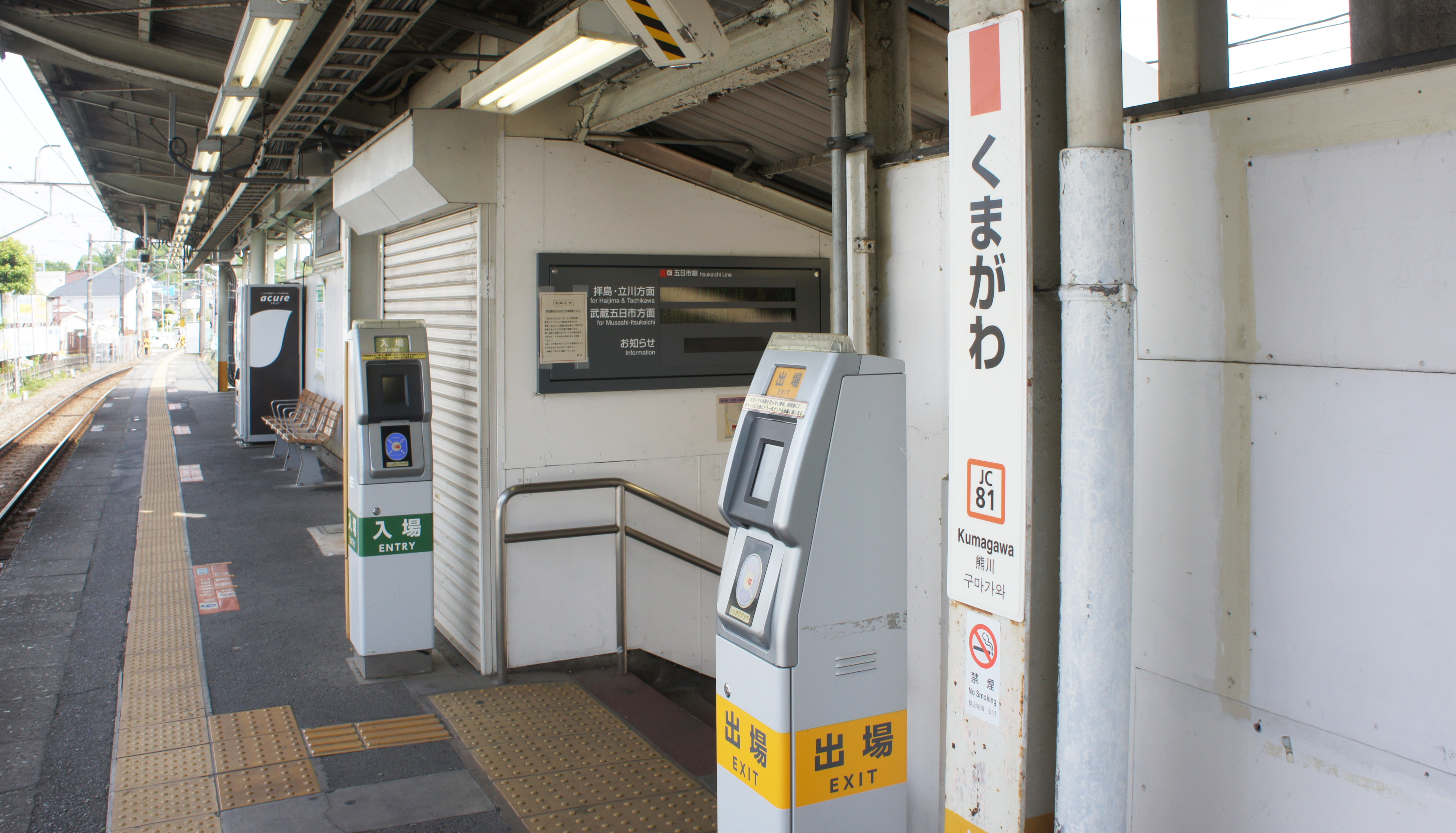
改札口（2021年4月）
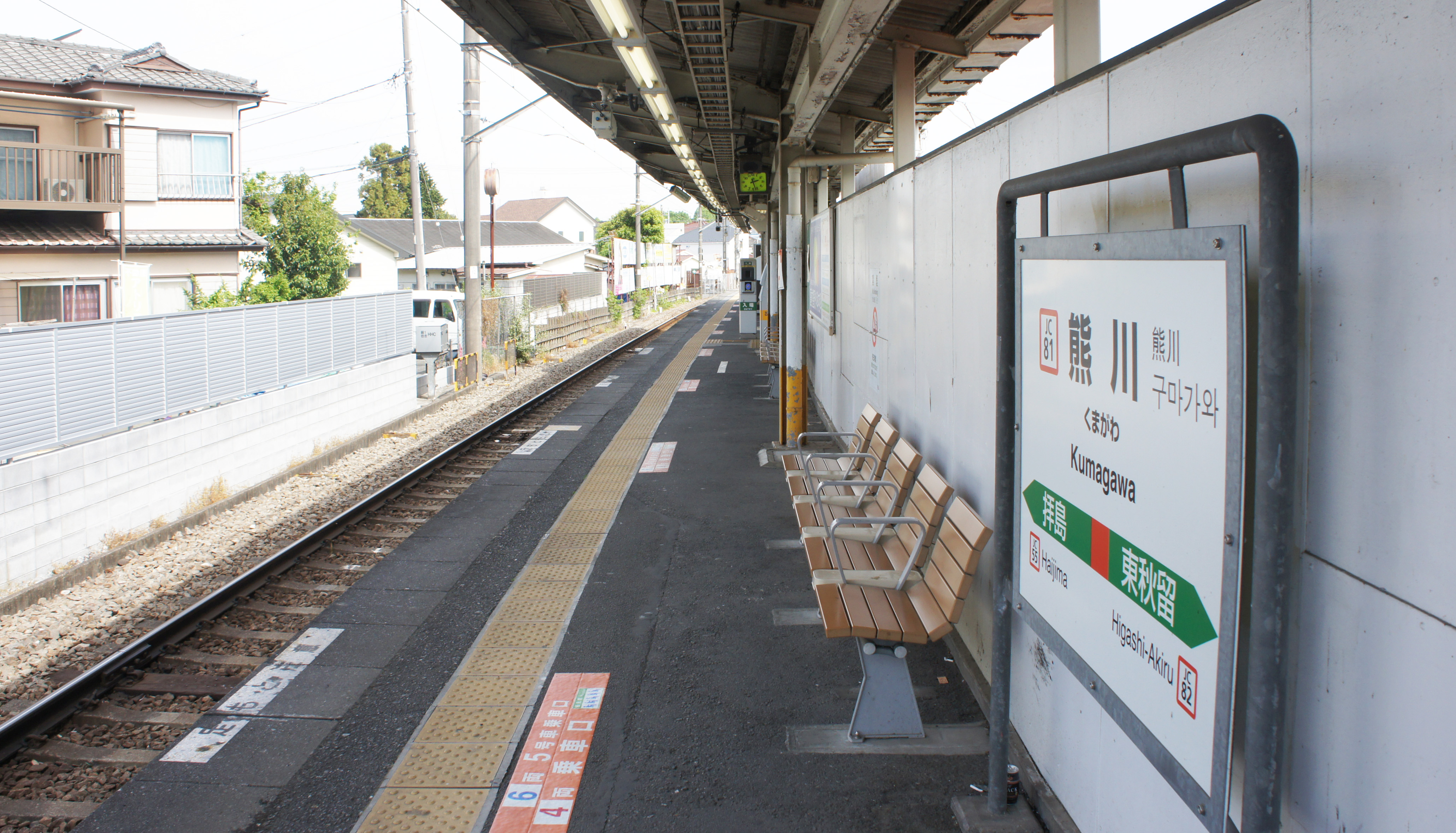
ホーム（2021年4月）
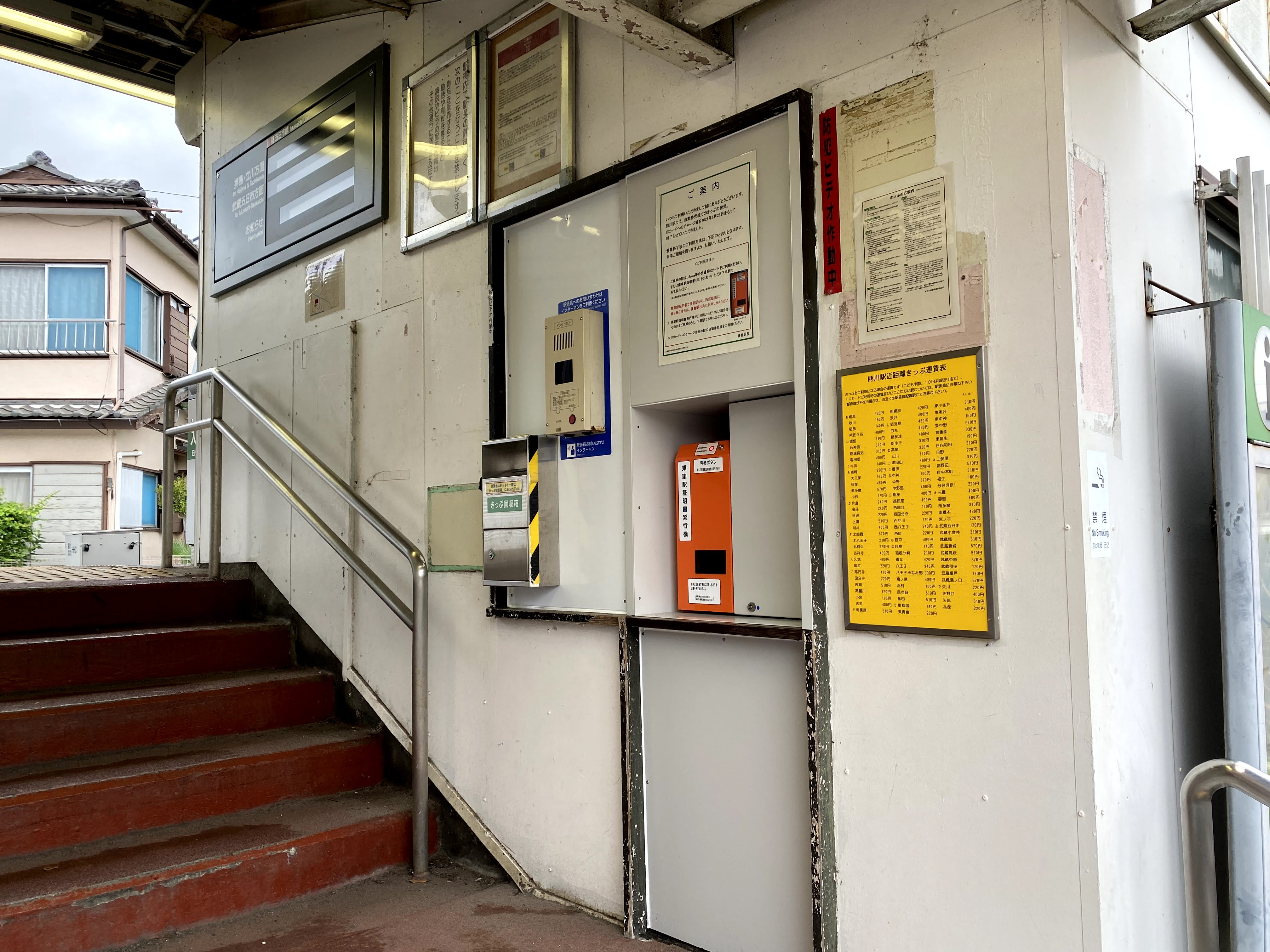
券売機の代わりに設置された乗車駅証明書発行機（2021年7月）

## 利用状況
2013年（平成25年）度の1日平均乗車人員は1,408人である。
近年の推移は下記の通り。
| 年度               | 1日平均 乗車人員 | 出典     |
| ------------------ | ---------------- | -------- |
| 1990年（平成02年） | 901              | [ * 1 ]  |
| 1991年（平成03年） | 896              | [ * 2 ]  |
| 1992年（平成04年） | 885              | [ * 3 ]  |
| 1993年（平成05年） | 1,337            | [ * 4 ]  |
| 1994年（平成06年） | 1,658            | [ * 5 ]  |
| 1995年（平成07年） | 1,642            | [ * 6 ]  |
| 1996年（平成08年） | 1,581            | [ * 7 ]  |
| 1997年（平成09年） | 1,546            | [ * 8 ]  |
| 1998年（平成10年） | 1,537            | [ * 9 ]  |
| 1999年（平成11年） | 1,443            | [ * 10 ] |
| 2000年（平成12年） | 1,248            | [ * 11 ] |
| 2001年（平成13年） | 1,303            | [ * 12 ] |
| 2002年（平成14年） | 1,338            | [ * 13 ] |
| 2003年（平成15年） | 1,420            | [ * 14 ] |
| 2004年（平成16年） | 1,484            | [ * 15 ] |
| 2005年（平成17年） | 1,496            | [ * 16 ] |
| 2006年（平成18年） | 1,487            | [ * 17 ] |
| 2007年（平成19年） | 1,521            | [ * 18 ] |
| 2008年（平成20年） | 1,539            | [ * 19 ] |
| 2009年（平成21年） | 1,498            | [ * 20 ] |
| 2010年（平成22年） | 1,477            | [ * 21 ] |
| 2011年（平成23年） | 1,438            | [ * 22 ] |
| 2012年（平成24年） | 1,425            | [ * 23 ] |
| 2013年（平成25年） | 1,408            | [ * 24 ] |

## 駅周辺
- 東京都道29号立川青梅線（奥多摩街道・新奥多摩街道）
- 東京消防庁 福生消防署熊川出張所
- 福生熊川郵便局
- 都営熊川アパート
- 熊川神社
- 福生市福祉センター
- 福生市立福生第三中学校
- UR都市機構 福生団地
- マルフジ南田園店
- 下の川緑地せせらぎ遊歩道公園
- 青梅線牛浜駅（北方へ約900 m）

## バス路線
駅から南西に約200mほど進んだ奥多摩街道沿い・鍋二公園前に「熊川駅」停留所が存在する。駅ホームおよび駅舎と停留所の間はそれぞれ見通すことが出来ない。

### 熊川駅
北方向
- 立89・拝19：福生営業所

南方向
- 立88：立川駅北口
- 拝18：拝島駅

## 隣の駅
東日本旅客鉄道（JR東日本）
 五日市線
拝島駅 (JC 55) - 熊川駅 (JC 81) - 東秋留駅 (JC 82)

### 記事本文

##### 広報資料・プレスリリースなど一次資料
1. ↑  “Suicaご利用可能エリアマップ（2001年11月18日当初）” (PDF).   東日本旅客鉄道. 2019年7月27日時点のオリジナルよりアーカイブ。2020年4月27日閲覧。

### 利用状況
1. ↑  東京都統計年鑑 - 東京都

JR東日本の2000年度以降の乗車人員
1. ↑  各駅の乗車人員（2000年度） - JR東日本
2. ↑  各駅の乗車人員（2001年度） - JR東日本
3. ↑  各駅の乗車人員（2002年度） - JR東日本
4. ↑  各駅の乗車人員（2003年度） - JR東日本
5. ↑  各駅の乗車人員（2004年度） - JR東日本
6. ↑  各駅の乗車人員（2005年度） - JR東日本
7. ↑  各駅の乗車人員（2006年度） - JR東日本
8. ↑  各駅の乗車人員（2007年度） - JR東日本
9. ↑  各駅の乗車人員（2008年度） - JR東日本
10. ↑  各駅の乗車人員（2009年度） - JR東日本
11. ↑  各駅の乗車人員（2010年度） - JR東日本
12. ↑  各駅の乗車人員（2011年度） - JR東日本
13. ↑  各駅の乗車人員（2012年度） - JR東日本
14. ↑  各駅の乗車人員（2013年度） - JR東日本

東京都統計年鑑
1. ↑  東京都統計年鑑（平成2年）
2. ↑  東京都統計年鑑（平成3年）
3. ↑  東京都統計年鑑（平成4年）
4. ↑  東京都統計年鑑（平成5年）
5. ↑  東京都統計年鑑（平成6年）
6. ↑  東京都統計年鑑（平成7年）
7. ↑  東京都統計年鑑（平成8年）
8. ↑  東京都統計年鑑（平成9年）
9. ↑  東京都統計年鑑（平成10年） (PDF)
10. ↑  東京都統計年鑑（平成11年） (PDF)
11. ↑  東京都統計年鑑（平成12年）
12. ↑  東京都統計年鑑（平成13年）
13. ↑  東京都統計年鑑（平成14年）
14. ↑  東京都統計年鑑（平成15年）
15. ↑  東京都統計年鑑（平成16年）
16. ↑  東京都統計年鑑（平成17年）
17. ↑  東京都統計年鑑（平成18年）
18. ↑  東京都統計年鑑（平成19年）
19. ↑  東京都統計年鑑（平成20年）
20. ↑  東京都統計年鑑（平成21年）
21. ↑  東京都統計年鑑（平成22年）
22. ↑  東京都統計年鑑（平成23年）
23. ↑  東京都統計年鑑（平成24年）
24. ↑  東京都統計年鑑（平成25年）